# Reeuwijk
Reeuwijk est une ancienne commune néerlandaise, aujourd'hui rattachée à Bodegraven-Reeuwijk, dans la province de la Hollande-Méridionale. Le noyau de la commune était les deux villages de Reeuwijk-Brug et Reeuwijk-Dorp.
À l'est du village de Reeuwijk-Brug on trouve les Reeuwijkse Plassen, un ensemble de lacs datant du XVIIIe siècle.

## Histoire
Reeuwijk a été une commune indépendante jusqu'au 1er janvier 2011, date de sa fusion avec Bodegraven et la création de la commune de Bodegraven-Reeuwijk.
Le 1er janvier 2008, l'ancienne commune comptait 12 683 habitants, sur une superficie de 50,11 km².

## Personnalité liée à la commune
Marjorie van de Bunt, skieuse de fond médaillée aux jeux paralympiques d'hiver est née à Reeuwijk le 1er juillet 1968).